# Gruppo della Košuta
Il Gruppo della Košuta (in sloveno: Košuta o Koschuta in tedesco) sono un gruppo montuoso  delle Caravanche Occidentali delle Alpi Giulie. Si trovano in Slovenia ed in Austria. La vetta più alta è il monte Koschutnikturm che raggiunge i 2.136 m s.l.m..

## Suddivisione
Secondo la SOIUSA è suddiviso in 3 dorsali:
- Dorsale della Košuta (4.a)
- Dorsale Plešivec-Virnikov Grintovec-Pristovški Storžič (4.b)
- Dorsale Javorniki-Stegovnik (4.c)

## Vette principali
- Koschutnikturm - 2136 m
- Breitwand (Macesjen) - 2132 m
- Lärchenberg (Užnik) - 2080 m
- Kladivo - 2092 m
- Košuta (Veliki Vrh) - 2059 m
- Hohe Spitze (Tegoška Gora) - 2044 m
- Windhöhe - 1999 m
- Kofce Gora - 1968 m
- Mala-Kosuta - 1739 m

## Galleria d'immagini

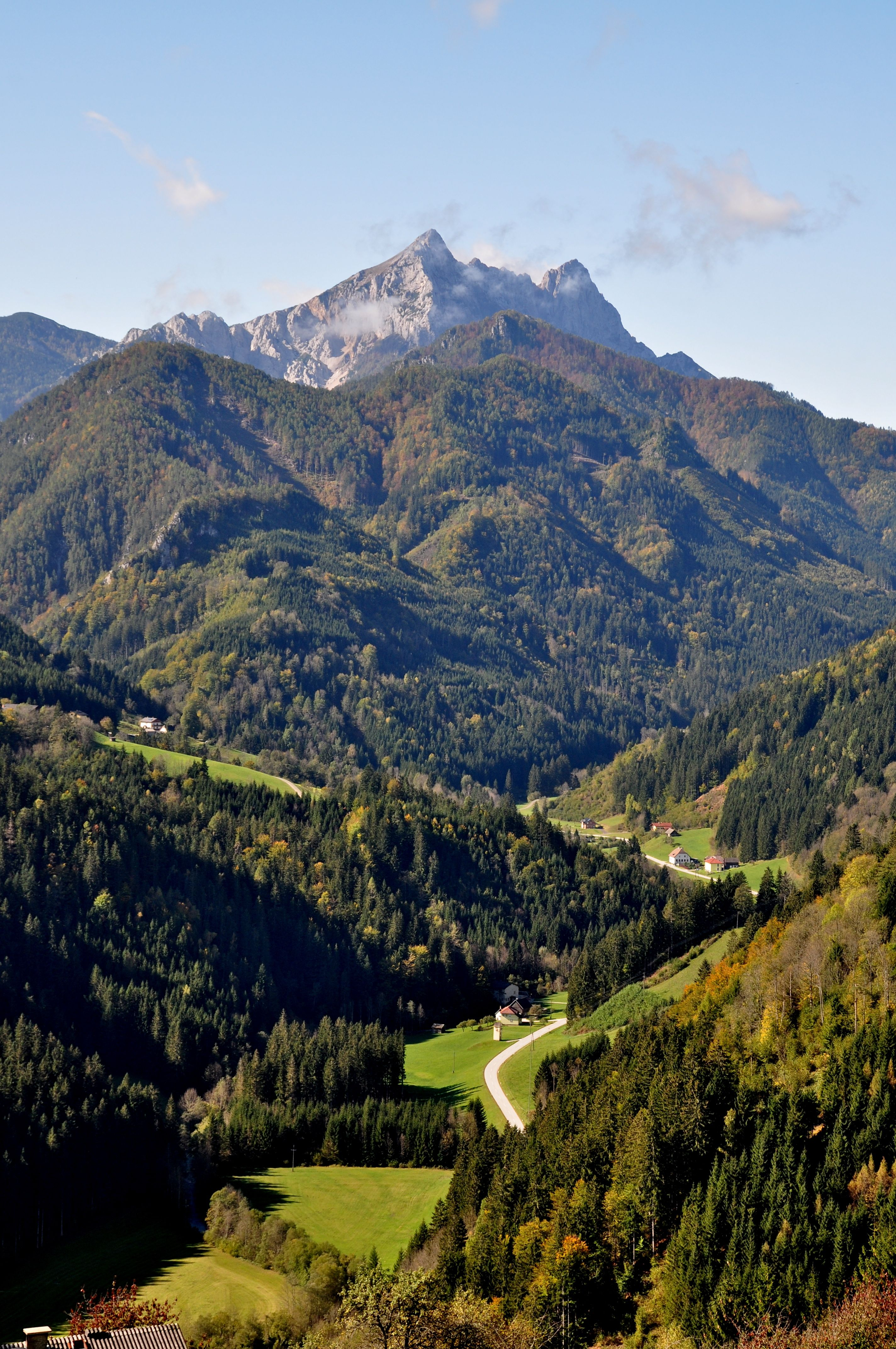
Eisenkappel-Vellach ed il monte Košuta
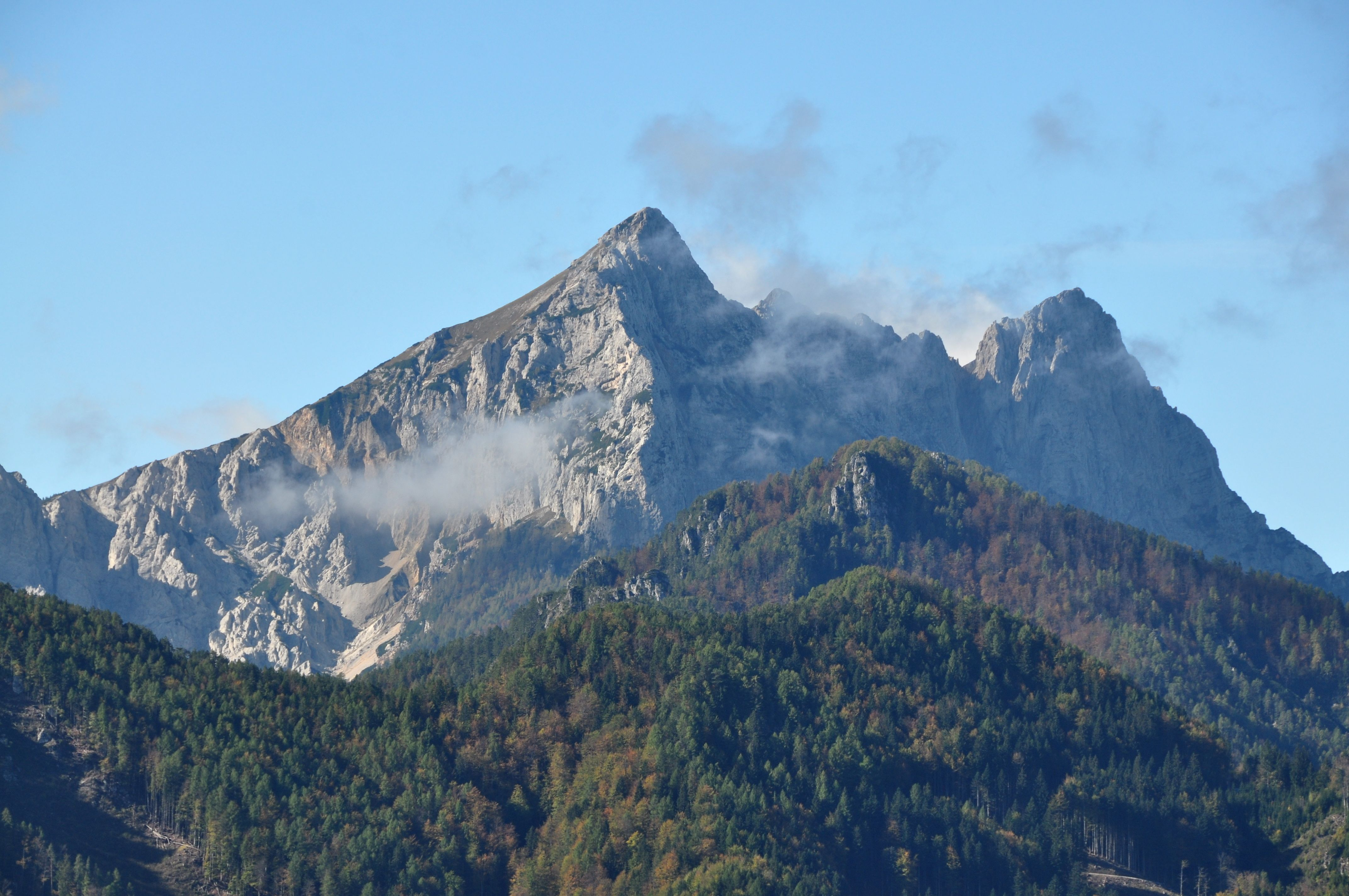
Tolsta Košuta
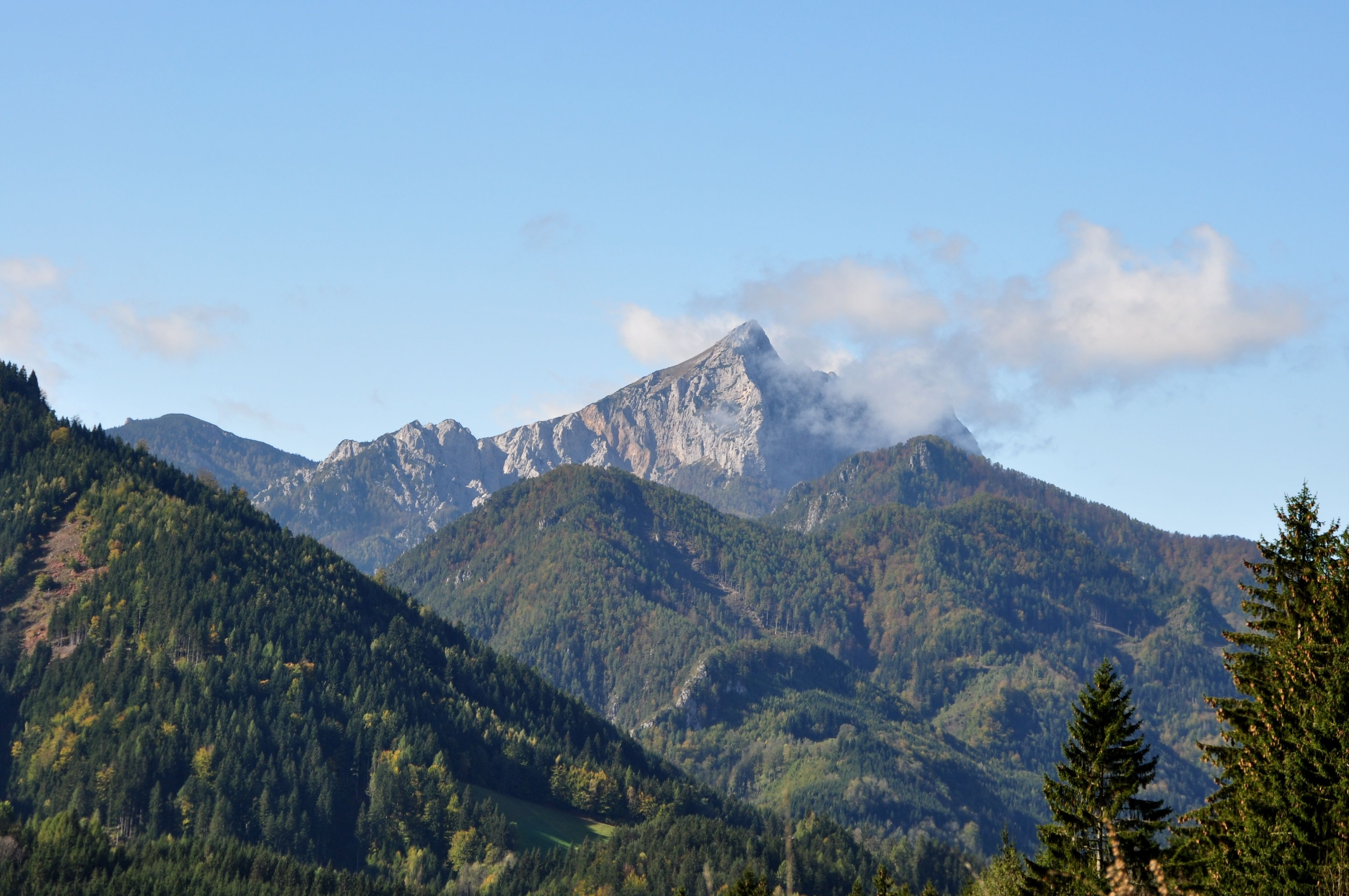
Tolsta Košuta
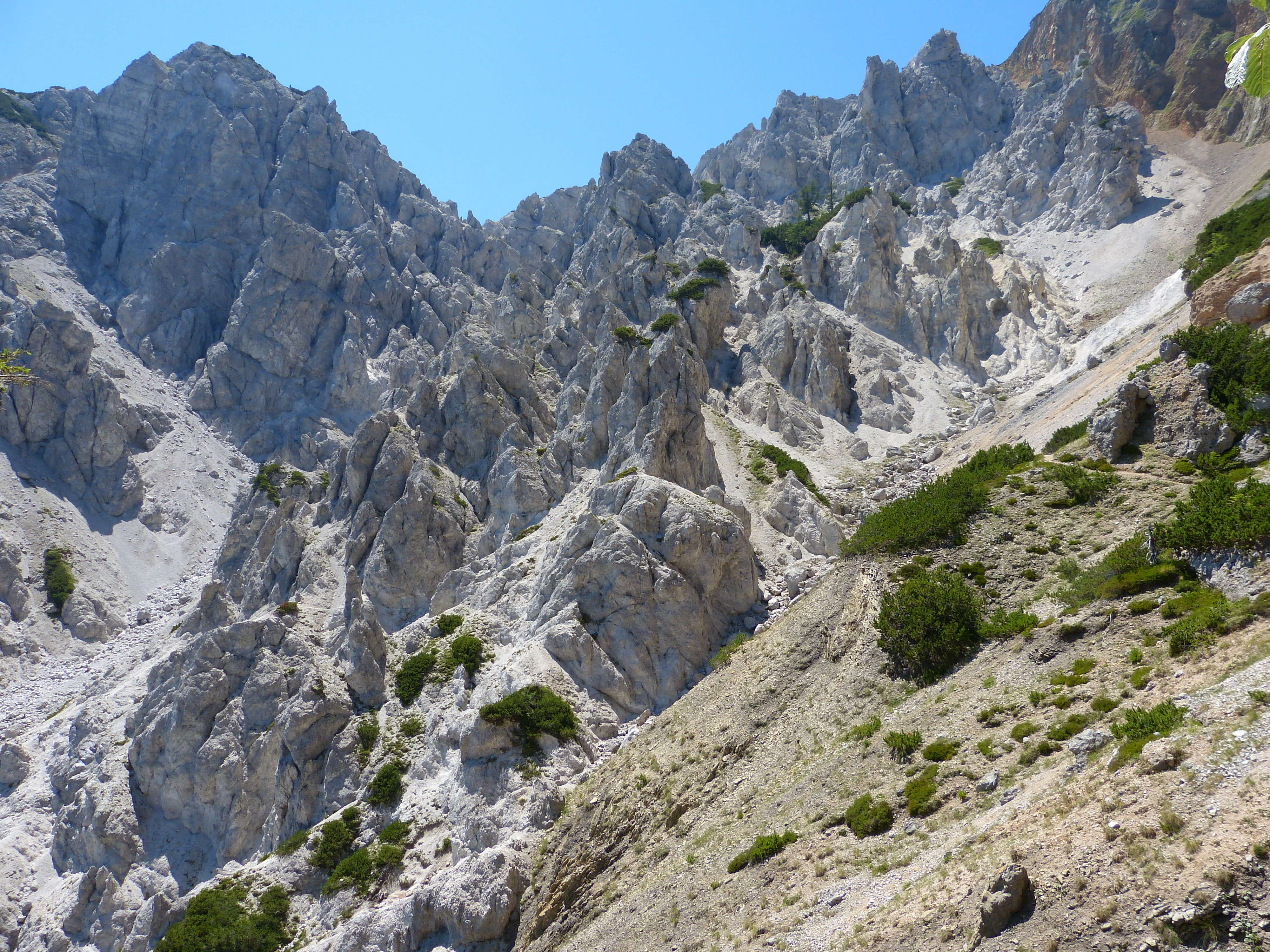
Mala Košutas